# مارچین بوساک
مارچین بوساک (لهستانی: Marcin Bosak؛ زادهٔ ۹ سپتامبر ۱۹۷۹) بازیگر اهل لهستان است. وی دانش‌آموختهٔ آکادمی ملی هنرهای نمایشی الکساندر زلوروویچ در ورشو است.
از فیلم‌ها یا برنامه‌های تلویزیونی که وی در آن نقش داشته است، می‌توان به کمیسر ماما، شش نفر، تازه‌کار، فرصت دوباره، خبرچینان، سیاست، خیوکا، فرابنفش، سال‌های شیرین، فقط عاشقم باش، لندنی‌ها، راه‌های آزادی، کروک - زمزمه‌های شبانگاهی، لجن‌زار، هتل ۵۲، در تاریکی، ۸۰ میلیون، ع چون عشق و ردپا اشاره کرد.